# Conditional Value at Risk

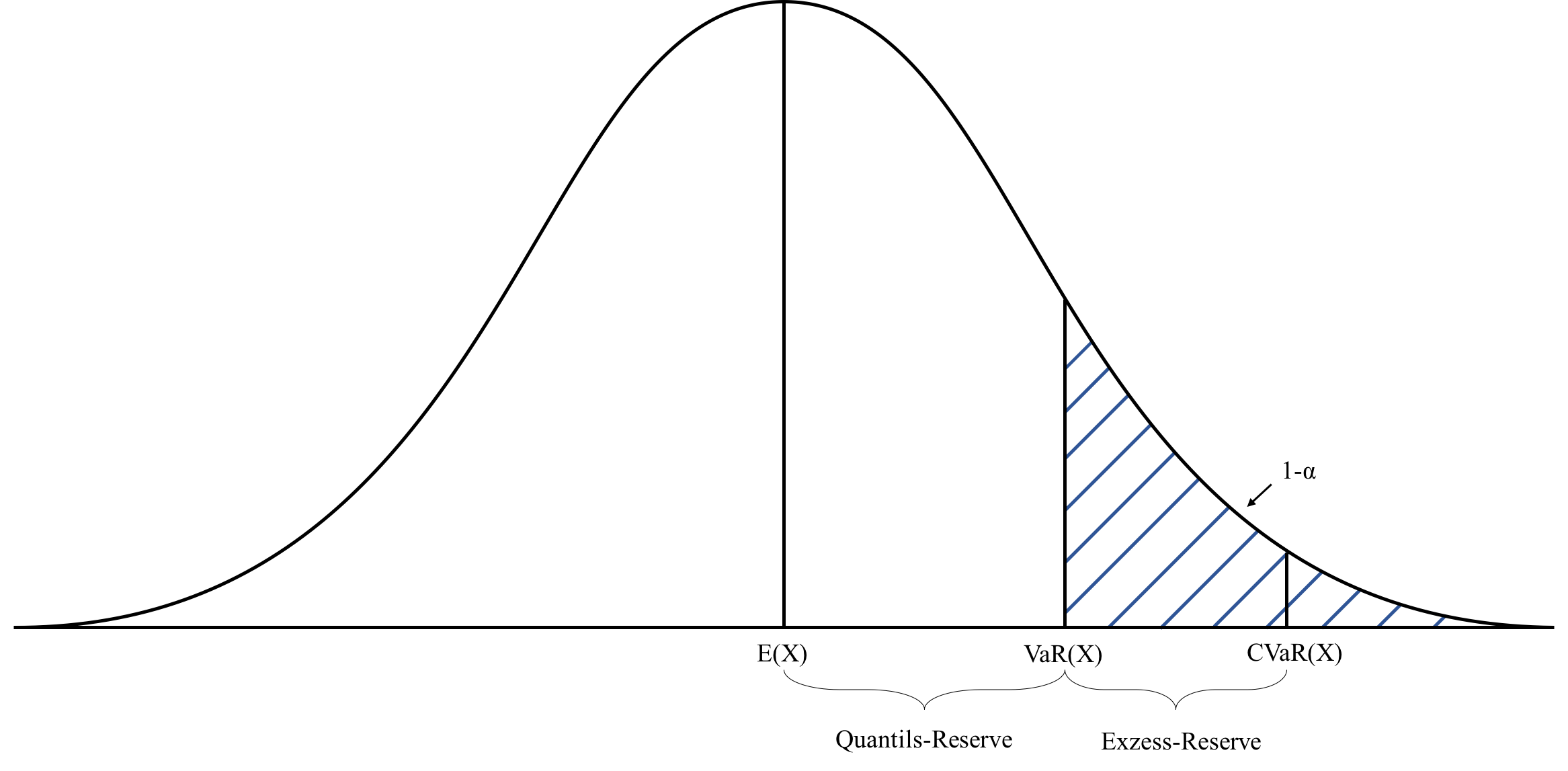
Abgrenzung des CVaR zum VaR

Der Conditional Value at Risk (CVaR) stellt ein bedingtes Shortfall-Risikomaß dar und wurde aus dem Value at Risk (VaR) weiterentwickelt. Ein anderer Begriff für den CVaR ist der Expected Shortfall (ES). Eine Variante dieses Risikomaßes ist die Tail Conditional Expectation (TCE). In einigen Fällen ist dieses Risikomaß auch identisch mit dem Average Value at Risk (z. B. bei allen stetigen Verlustverteilungen).

## Grundlagen
Der CVaR repräsentiert den Erwartungswert der Realisierungen einer risikobehafteten Größe, die unterhalb des Quantils zum Niveau {\displaystyle \alpha } (Konfidenzniveau: {\displaystyle \alpha =1-p}) liegen. Der CVaR entspricht somit dem durchschnittlichen Verlust bei einem Verlustereignis, das durch die Überschreitung des VaR ausgelöst wurde. Während der VaR den Maximalverlust darstellt, der mit einer Sicherheitswahrscheinlichkeit von {\displaystyle \alpha } nicht überschritten wird, impliziert der CVaR den durchschnittlichen Verlust außerhalb des Sicherheitsniveaus (also in allen anderen {\displaystyle (1-\alpha )\cdot 100\,\%} schlimmen Fällen). Legt man z. B. ein Konfidenzniveau von 95 % zu Grunde, ist der CVaR der durchschnittliche Maximalverlust der 5 % schlimmsten Fälle. Wenn man beispielsweise einen 1-%-VaR als 100-Jahres-Schaden interpretiert (d. h. durchschnittlich wird der 1-%-VaR nur einmal in 100 Jahren überschritten), dann kann der 1-%-CVaR als mittlere Höhe des 100-Jahres-Schadens angesehen werden.
Um den CVaR einer Finanzposition zu ermitteln, wird zuerst anhand eines festgelegten Zeitintervalls und einem vorgegebenen Konfidenzniveau der klassische VaR (= kritische Verlusthöhe) berechnet. In allen Fällen, bei denen der Periodenverlust größer als der VaR ist, stellt der CVaR die mittlere Verlusthöhe dar. Formal wird hierzu ein bedingter Erwartungswert gebildet. Für die Berechnung des CVaR summiert man den VaR und die mittlere Überschreitung des VaR (mittlere bedingte Überschreitung). Somit ist der CVaR immer höher als der klassische VaR. Portfolios mit geringem CVaR haben daher auch immer einen geringen VaR. Interpretiert wird dieses Risikomaß häufig auch als Quantils-Reserve plus eine Exzess-Reserve.
Ein VaR-geneigter Investor würde sich fragen: „Wie oft könnte mein Portfolio mindestens 100.000€ verlieren?“, wohingegen sich ein CVaR-geneigter Anleger fragt: „Wenn mein Portfolio mehr als 100.000€ verliert, wie viel könnte ich verlieren?“. Der CVaR berücksichtigt somit neben der Wahrscheinlichkeit für große Abweichungen auch deren Höhe. Dies ist ein großer Vorteil gegenüber dem VaR, da dieser nur die Verlustwahrscheinlichkeit, jedoch nicht die Ausfallhöhe betrachtet. Der CVaR ist monoton, positiv homogen, subadditiv und translationsinvariant und somit auch kohärent. Beim VaR ist wiederum die Eigenschaft der Subadditivität nicht gewährleistet. Subadditivität bedeutet, dass durch das Zusammenlegen von Risikokollektiven das Gesamt-Risikokapital auf Basis des CVaR reduziert wird. Daher wird der CVaR als ein konsistenteres Maß gegenüber dem VaR angesehen. Der CVaR ist allerdings nur ein kohärentes Risikomaß, wenn {\displaystyle X}eine Verteilung mit Dichtefunktion („stetige Verteilung“) besitzt. Wenn jedoch eine diskrete Verteilung vorliegt, ist eine Modifikation erforderlich, um ein kohärentes Risikomaß zu erhalten.
Als der VaR aufgrund der Finanzkrise 2007–2008 immer unattraktiver wurde, rückte der CVaR immer mehr in den Mittelpunkt, da dieser auch sehr seltene und sehr große Verluste berücksichtigt. Sowohl im Risikomanagement als auch im Portfoliomanagement wird der CVaR zunehmend eingesetzt. Beispielsweise findet der CVaR in der Portfoliooptimierung Anwendung. Abhängig von der Anlegeklasse und der Risikoart setzen Risikomanager verschiedene mathematische Methoden zur Berechnung des CVaR ein:
- Monte-Carlo-Simulation
- Preisgestaltung und Bewertung von Finanzderivaten
- Ökonometrische Modelle (z. B. Marktzinsmethode)[23]

Der CVaR ist ein Maß für signifikante und unerwünschte Wertänderungen eines Portfolios. In der Praxis ist die Berechnung des CVaR jedoch nicht immer sinnvoll, da beispielsweise Schäden, die mehr als einmal zu einer Insolvenz führen, für die Eigentümer nicht schlimmer sind, als solche, die nur zu einer Insolvenz führen.
Die Bezeichnung Conditional Value at Risk könnte allerdings zu Missverständnissen führen, da es sich um einen Erwartungswert handelt und nicht um den VaR, der aus einer bedingten Verteilung hervorgeht. Auch die Abkürzung CVaR darf inhaltlich nicht mit dem Credit Value at Risk oder dem sogenannten Component Value at Risk verwechselt werden, für welche diese Abkürzung auch üblich ist.

## Definition
Sei {\displaystyle X} eine Zufallsvariable mit der Verteilungsfunktion  {\displaystyle F_{X}(x)=P(X\leq x)} für {\displaystyle x\in \mathbb {R} }. Dabei sind zufällige Verluste durch positive Werte der Zufallsvariablen {\displaystyle X} abgebildet.  {\displaystyle F_{X}^{-1}} bezeichnet die (linke verallgemeinerte) Inverse der Verteilungsfunktion und {\displaystyle \alpha } das Sicherheitsniveau (Konfidenzniveau) mit {\displaystyle \alpha ~\in ~(0,1)}. Dann wird der VaR wie folgt definiert:
{\displaystyle \operatorname {VaR} _{\alpha }(X)=F_{X}^{-1}(\alpha )\;.}
Mit Hilfe des VaR kann der CVaR als bedingter Erwartungswert definiert werden:
{\displaystyle \operatorname {CVaR} _{\alpha }(X)=\operatorname {E} [X|X>\operatorname {VaR} _{\alpha }(X)]\;.}

## Eigenschaften
- Unter der Bedingung, dass {\displaystyle X} eine stetige Zufallsvariable ist, gilt:[30]

{\displaystyle \operatorname {CVaR} _{\alpha }(X)=\operatorname {VaR} _{\alpha }(X)+\operatorname {E} [X-\operatorname {VaR} _{\alpha }(X)|X>\operatorname {VaR} _{\alpha }(X)]}
- Ist {\displaystyle X} normalverteilt mit dem Erwartungswert {\displaystyle \mu } und der Standardabweichung {\displaystyle \sigma }, dann gilt[31]

{\displaystyle \operatorname {VaR} _{\alpha }(X)=\mu +\Phi ^{-1}(\alpha )\sigma }
und
{\displaystyle \operatorname {CVaR} _{\alpha }(X)=\mu +{\dfrac {\varphi (\Phi ^{-1}(\alpha ))}{1-\alpha }}\sigma \;,}
wobei {\displaystyle \Phi } die Verteilungsfunktion und {\displaystyle \varphi } die Dichtefunktion der einer standardnormalverteilten Zufallsvariablen bezeichnet.

## Abgrenzung des CVaR zu weiteren Risikomaßen

### CVaR und Value at Risk
Gemäß der in der formalen Definition aufgeführten Formel, ist der VaR der maximale Schaden in {\displaystyle \alpha \cdot 100\,\%} der Fälle (beispielsweise in 99 % der Fälle). Im Vergleich mit dem bereits definierten CVaR ist erkennbar, dass der CVaR prinzipiell zu einem höheren Risiko führt. Wie bereits im Rechenbeispiel erwähnt und aufgezeigt, wird additiv zur Verlustwahrscheinlichkeit des VaR zusätzlich die mittlere Höhe des Verlustes bei dessen Eintritt berücksichtigt.
Es ist zu beachten, dass der VaR als auch der CVaR kein generelles kohärentes Risikomaß darstellen. Dies ist in der nicht allgemein vorhandenen Subadditivität zu begründen. Das bedeutet, dass eine Diversifikation nicht unbedingt eine Risikoreduzierung hervorruft. Das Risiko eines Portfolios ist demnach nicht in jedem Fall kleiner als die Einzelrisiken der Alternativen.
Dennoch ist bei beiden Risikomaßen eine Kohärenz in einzelnen Fällen gegeben. Beim VaR ist dies bei Anwendung auf die Normalverteilung, unter der Bedingung, dass {\displaystyle \alpha } kleiner ist als 0,5, der Fall. Die Subadditivität wird somit bedient. Beim CVaR muss die Verteilungsfunktion eine Dichte besitzen.
Die Eigenschaft der Subadditivität ist unter allgemeineren Bedingungen gültig, was auf eine Vorteilhaftigkeit des CVaR gegenüber dem VaR schließen lässt.
Die Wahl des Risikomaßes ist oftmals u. a. von der Beständigkeit der statistischen Schätzungen, mathematischen Eigenschaften oder der Komplexität von Optimierungsverfahren abhängig.

### CVaR und Expected Shortfall
{\displaystyle \operatorname {ES} _{\alpha }(X)={\dfrac {1}{\alpha }}\int _{0}^{\alpha }\operatorname {VaR} _{u}(X)du={\dfrac {1}{\alpha }}\int _{1-\alpha }^{1}Q_{u}(X)du}
Der ES kann gemäß der Formel als Durchschnitt der VaR-Werte verstanden werden. Dabei ist zu beachten, dass die Interpretation, entgegen der Interpretation des VaRs, der maximale Schaden in {\displaystyle (1-\alpha )\cdot 100\,\%} der Fälle ist (beispielsweise in 1 % der Fälle).
CVaR und ES fallen dann zusammen, wenn die Verteilungsfunktion eine Dichte besitzt und somit stetig ist. In diesem Fall stellt auch der CVaR ein kohärentes Risikomaß dar und die Interpretation des ES kann übernommen werden. Im Falle von diskreten Zufallsvariablen ist beim CVaR keine Kohärenz gegeben, weswegen es nach Gesichtspunkten der Kohärenz sinnvoller ist, den ES oder äquivalente Risikomaße zu nutzen. Der ES ist allerdings komplizierter, weshalb es von Vorteil ist, den VaR oder CVaR einzusetzen, wenn dies möglich ist.
Dennoch besitzt der ES zwei entscheidende Vorteile:
1. Gegenüber dem VaR und dem CVaR: Er erfüllt die Subadditivitätsbedingung, weswegen er als kohärentes Risikomaß bezeichnet werden kann.
2. Gegenüber dem VaR: Extreme Verluste werden explizit beachtet.

In der Literatur werden beide Begriffe teilweise als Synonyme verwendet. Da der ES durch seine allgemein gültige Subadditivität jedoch vielseitiger einsetzbar ist und eine andere Berechnung zugrunde liegt, können beide Risikomaße auch getrennt voneinander betrachtet werden.

### CVaR und Tail Conditional Expectation
{\displaystyle \operatorname {TCE} _{\alpha }(X)=-\operatorname {E} [X|X\leq -\operatorname {VaR} _{\alpha }(X)]}
Das Risikomaß des TCEs, welches auch unter den Namen Tail Value at Risk und Conditional Tail Expectation (CTE) zu finden ist, ist dem CVaR sehr ähnlich und basiert ebenfalls auf dem VaR. Der TCE als auch der Worst Conditional Expectation (WCE) können als Vorüberlegungen des CVaRs beschrieben werden.
Beim TCE werden entsprechend der Formel bei der Bildung des Erwartungswertes alle Ausprägungen (und somit Verluste), welche unterhalb des VaR liegen, wahrscheinlichkeitsgewichtet berücksichtigt. Dadurch kann eine Schwäche des VaRs behoben werden. Extremverluste, welche geringere kumulierte Eintrittswahrscheinlichkeiten als der VaR selbst besitzen und beim VaR vernachlässigt werden, finden Berücksichtigung. Dies findet in Folge des Erwartungswertes statt, der sich aus den VaR überschreitenden oder erreichenden Verlusten ergibt. Jedoch stellt es kein Vorteil gegenüber dem CVaR dar.
Durch den folgenden Teil der Gleichung {\displaystyle X\leq -\operatorname {VaR} _{\alpha }(X)}, werden beim TCE allerdings Realisierungen von Zufallsvariablen und nicht von Umweltzuständen berücksichtigt. Dadurch ist es dem TCE nicht möglich, einen konstanten Anteil an Realisierungen über die Gesamtheit der finanziellen Positionen hinweg zu betrachten. Dies ist wiederum durch die zeitweise nicht eindeutige Definition des VaR bei konstanten Verläufen diskreter Verteilungen bedingt.
Wie auch beim VaR ist die Eigenschaft der allgemeinen Subadditivität nicht gegeben, woraus sich schließen lässt, dass der TCE kein kohärentes Risikomaß ist. Der CVaR kann im Gegensatz dazu unter relativ allgemeinen Bedingungen kohärent sein. Aufgrund der Schwächen des TCEs wird die Anwendung des WCE vorgeschlagen.

### CVaR und Worst Conditional Expectation
{\displaystyle \operatorname {WCE} _{\alpha }(X)=-\min\{\operatorname {E} (X|M)|M\in F,P(M)>\alpha \}}
Der WCE greift ebenfalls das Konzept des bedingten Erwartungswertes auf, auf welchem auch der TCE basiert. Jedoch werden die Bedingungen, unter welchen die Bildung der Erwartungswerte stattfindet, entsprechend dem Repräsentationstheorems kohärenter Risikomaße gestaltet. Dies enthält erstens die Betrachtung von Umweltzuständen statt Zufallsvariablen, wodurch eine Subadditivität erfolgt und zweitens findet es Ausdruck in dem Maximum aus den negativen Erwartungswerten unterschiedlicher Wahrscheinlichkeitsmaße / Szenarien. Der WCE verbindet somit die empirische Wahrscheinlichkeitsfunktion mit der Bedingung, dass die Wahrscheinlichkeit eines Ereignisses {\displaystyle M} aus einer Menge von Ereignissen {\displaystyle F} größer als das Konfidenzniveau {\displaystyle P(M)>\alpha } ist. Somit können Szenarien generiert werden, für welche anschließend der Erwartungswert berechnet werden soll. Der minimale Erwartungswert aller Szenarien legt die Risikohöhe fest. Die Anknüpfung an Umweltzustände statt an Zufallsvariablen, wie es bei TCE der Fall ist, stellt somit einen Vorteil bzw. eine Weiterentwicklung gegenüber dem TCE dar.
Der WCE kann als kohärentes Risikomaß bezeichnet werden, weswegen er vorteilhafter gegenüber dem CVaR, als auch dem TCE und VaR ist. Allerdings hat er auch zwei entscheidende Nachteile:
1. Er ist in der Praxis kaum anwendbar, da es die Kenntnis über den gesamten zugrundeliegenden Wahrscheinlichkeitsraum bedingt.[44]
2. Ebenfalls wie beim TCE werden oftmals nicht nur die exakt {\displaystyle \alpha \cdot 100\,\%} kleinsten Realisierungen bei der Risikoermittlung beachtet. Ein Ereignis kann aus mehreren Elementen bzw. Realisierungen bestehen. Da die Eintrittswahrscheinlichkeit des Ereignisses größer als das Konfidenzniveau ist und dies beispielsweise um 2 % der Fall ist, werden somit die {\displaystyle \alpha \cdot 100\,\%+2\,\%} kleinsten Realisierungen beachtet. Diese Schwäche wird vom CVaR behoben.[45]